# میکروسفالی
میکروسفالی (Microcephaly) یک اختلال رشد عصبی است که در آن سر (مغز) بیمار کوچک است. تشخیص با اندازه‌گیری دور سر است.

## علل

### علل مادرزادی
علل ژنتیکی مانند آنومالی‌های کروموزومی (سندرم داون)، میکروسفالی وابسته به X، سندرم فریاد گربه، علل اکتسابی جنینی مانند سکته مغزی، توکسوپلاسموز، سرخجه، سایتومگالوویروس و هرپس سیمپلکس، تماس با داروهایی مانند فنی‌توئین و الکل در دوران جنینی، تماس با یک تراتوژن از قبیل پرتو درمانی خصوصاً در هفته ۴ تا ۲۰ جنینی، سوء تغذیه، نارسایی جفت، دیابت حاملگی، هیپوتیروئیدی، فنیل کتونوری.

### شروع پس از تولد
علل ژنتیکی، تروما، سکته مغزی، مننژیت، آنسفالیت، مسمومیت با سرب، آنمی، سوء تغذیه، هیپوتیروئیدیسم و...

## درمان و پیش آگهی
اغلب بیماران کندذهنی و عقب ماندگی رشد عصبی دارند. گاه به دلیل سایر علائم همراه می‌میرند. درمان خاصی برای اغلب موارد وجود ندارد و پیش آگهی خوبی ندارند.